# 王忠 (1963年)
王忠（1963年11月—），男，汉族，贵州仁怀人，中华人民共和国地方官员，现任贵州省人大常委会副主任。四级高级法官。